# شوتا فوكوكا
شوتا فوكوكا (باليابانية: 福岡 将太) (24 أكتوبر 1995 في نيشي طوكيو في اليابان – )؛ هو لاعب كرة قدم ياباني سابق كان يلعب كمدافع.

## وصلات خارجية
- شوتا فوكوكا على موقع رابطة كرة القدم اليابانية للمحترفين (اليابانية)
- شوتا فوكوكا على موقع قاعدة بيانات كرة القدم.إي يو (الإنجليزية)
- شوتا فوكوكا على موقع Soccerway.com (الإنجليزية)
- شوتا فوكوكا على موقع عالم كرة القدم.نت (الإنجليزية)